# George Cloutier
George Cloutier (født 16. juli 1876, død 20. april 1946) var en canadisk lacrossespiller, som deltog i OL 1904 i St. Louis.
Cloutier stammede fra Ontario og flyttede til Winnipeg i begyndelsen af 1904. Han blev her medlem af Shamrock Lacrosse Team og kom som noget af det første med til OL 1904 i St. Louis. Fire hold var meldt til turneringen ved OL, to canadiske og to amerikanske, men det amerikanske hold fra Brooklyn Crescents blev udelukket, da de havde betalte spillere på holdet. Shamrock-holdet gik direkte i finalen, hvor de mødte det amerikanske hold fra St. Louis Amateur Athletic Association. Shamrock vandt kampen klart med 8-2.
Kort efter OL flyttede han til Montreal, hvor han spillede lacrosse for klubben Nationals. Men året efter vendte han tilbage til Winnipeg og spillede her i mange år, mindst til 1917. Han var en markant målvogter i byen og vandt sammen med Shamrock flere mesterskaber. Han blev sammen med resten af OL-holdet optaget i Manitoba Sports Hall of Fame.